# لوتا تجل
لوتا تجل (انگلیسی: Lotta Tejle؛ زادهٔ ۱۷ مارس ۱۹۶۰) هنرپیشه، خوانندگی اهل سوئد است.
از فیلم‌هایی که وی در آن نقش داشته‌است، می‌توان به قتل‌های ساندهام اشاره کرد.